# Møgeltønder
Møgeltønder est un village du Danemark de la région du Danemark-du-Sud qui fait partie de la commune de Tønder. Il est situé à 5 km au nord de la frontière avec l'Allemagne et à 4 km à l'ouest de Tønder. Le village est connu pour abriter la résidence royale du château de Schackenborg. Son église est l'une des plus grandes du sud du Jutland et est richement décorée avec notamment une peinture des cornes d'or de Gallehus découvertes à Gallehus juste au nord du village.